# 岡部英明
岡部 英明（おかべ ひであき、1959年3月31日 - ）は、日本の政治家。自由民主党所属の元衆議院議員（1期）。父は衆議院議員、第77代茨城県議会議長を務めた岡部英男。

## 経歴
茨城県立日立第一高等学校卒業、慶應義塾大学法学部政治学科卒業。デンバー大学経営大学院留学。茨城青年会議所会頭を務める。
2003年の第43回衆議院議員総選挙に父・英男の後継として茨城5区から自由民主党公認で出馬したが、民主党公認の大畠章宏に敗れ落選。2005年の第44回衆議院議員総選挙では再び大畠に敗れるも比例北関東ブロックで復活し初当選。2009年の第45回衆議院議員総選挙では三たび大畠に敗れ、比例復活もならず落選した。
2010年8月、自身の力不足を痛感したとして、次期総選挙に出馬せず、政界を引退することを表明した。

## 政策・主張
- 2007年6月14日、ワシントン・ポストに掲載されたアメリカ合衆国下院121号決議の全面撤回を求める広告「THE FACTS」の賛同者に名を連ねている[2]。

## 所属していた団体・議員連盟
- 日本会議国会議員懇談会
- 外国人材交流推進議員連盟
- 再チャレンジ支援議員連盟
- 83会